# Helmut Klein (Pädagoge)
Helmut Klein (* 2. März 1930 in Berlin-Lichterfelde; † 26. Juni 2004 in Berlin) war ein deutscher Pädagoge. Der Professor für Didaktik war von 1976 bis 1988 in vier aufeinanderfolgenden Amtsperioden Rektor der Humboldt-Universität zu Berlin.

## Leben
Der Arbeitersohn Helmut Klein besuchte die Volksschule, erlernte nach dem Kriege den Beruf eines Rundfunkmechanikers und erlangte im Frühjahr 1947 in der damaligen Ostzone die Hochschulreife an der Vorstudienanstalt. Ab Mitte 1947 studierte er an der Universität in Ost-Berlin Mathematik, Physik und Pädagogik. Ab 1948 versuchte er sich in der Volkshochschule als Lehrer. Das Staatsexamen bestand Helmut Klein 1950 und promovierte zwei Jahre später mit einer Arbeit zu methodischen Vorgehensweisen im Mathematikunterricht zum Dr. paed. Als Oberassistent beschäftigte er sich darauf weiterhin mit der Methodik im Unterricht und lehrte ab 1956 Systematische Pädagogik. 1959 habilitierte sich Helmut Klein mit einer Arbeit zur Didaktik, betitelt mit Untersuchungen über allgemeine Prinzipien und Regeln der Bildung und Erziehung im Unterricht der allgemeinbildenden Schulen der Deutschen Demokratischen Republik sowie über deren Darstellung in einer allgemeinen Theorie des Unterrichts, zum Dr. paed. habil.
Ab 1961 wirkte Helmut Klein an der Humboldt-Universität als Professor mit Lehrauftrag und ab 1969 als Ordentlicher Professor für Didaktik. 1969 trat er der SED bei. 1970 wurde er Ordentliches Mitglied der Akademie der Pädagogischen Wissenschaften. Ab 1980 forschte Helmut Klein auf dem Sektor Begabtenförderung. Er saß von 1976 bis 1990 in der Volkskammer. 1989/90 war er Präsident des Verbandes der Freidenker der DDR. 1992 wurde Helmut Klein emeritiert.

## Ehrungen
- Ehrendoktor
  - 1977 Universität Helsinki
  - 1987 Universität Gent
  - 1988 Universität Athen
  - 1988 Universität Moskau
- Ehrenprofessor Teikyō-Universität Tokio

## Werke (Auswahl)
- zusammen mit Karlheinz Tomaschewsky: Didaktik unter besonderer Berücksichtigung des Unterrichts in den Klassen 1 bis 4 der deutschen demokratischen Schule. Volk und Wissen, Berlin 1956
- Didaktische Prinzipien und Regeln (Kurztitel der oben genannten Habilitationsschrift vom 6. Mai 1959). 192 Seiten. Volk und Wissen, Berlin 1959
- zusammen mit Wolfgang Reischock: Polytechnische Bildung und Erziehung in der DDR. 173 Seiten. Rowohlt, Reinbek b. Hamburg 1962
- zusammen mit Werner Salzwedel: Intensives Lernen und Hausaufgaben. Volk und Wissen, Berlin 1968
- zusammen mit Wolfgang Reischock: Bildung für heute und morgen. 76 Seiten. Verlag Zeit im Bild, Dresden 1970
- zusammen mit Ernst Behling: Deutsche Demokratische Republik. Volksbildung. 60 Seiten. Verlag Zeit im Bild, Dresden 1971
- zusammen mit Ulrich Zückert: Lernen für das Leben. Volksbildung in der DDR. 63 Seiten. Verlag Zeit im Bild, Dresden 1980
- Zu Bildungsstrategien in kapitalistischen Ländern. Vortrag, gehalten in der Sitzung der Klasse der Gesellschaftswissenschaften I am 21. Januar 1982. 21 Seiten. Akademie-Verlag, Berlin 1982
- Hochbegabtenförderung. Bewertung des Erreichten und weiterführende Überlegungen. Vortrag, gehalten in der Sitzung der Klasse Philosophie, Ökonomie, Geschichte, Staats- und Rechtswissenschaften der AdW der DDR am 20. März 1986. 17 Seiten. Akademie-Verlag, Berlin 1987, ISBN 3-05-000516-5
- 50 Jahre danach – das Bild vom Anderen im Wettstreit der Systeme. Institut für Friedens- und Konfliktforschung Berlin. Humboldt-Journal zur Friedensforschung 6, 1990

Herausgeber
- Schulpädagogik 1, Didaktik – von einem Autorenkollektiv unter Leitung von Helmut Klein. Volk und Wissen, Berlin 1963